# 超高光度超新星
超高光度超新星（Superluminous supernova）是一種恆星爆炸，其光度比標準超新星高出10倍或更多。超高光度超新星與超新星一樣，似乎由多種機制產生，可以透過光變曲線和光譜來顯示。目前有許多模型解釋超高光度超新星的形成條件，包括大質量恆星的核心坍縮、毫秒磁星、與恆星周圍物質的相互作用（CSM模型）或對不穩定性超新星。
第一顆被證實與伽瑪射線暴相關的超高光度超新星直到2003年才被發現，當時GRB 030329照亮了獅子座。SN 2003dh代表了一顆質量為太陽25倍的恆星的死亡，其物質以超過光速十分之一的速度噴湧而出。
M ≥ 40 M☉的恆星很可能產生超高光度超新星。

## 觀測紀錄
AT2018cow於2018年6月16日由ATLAS-HKO望遠鏡發現，並引起了全世界天文學家的極大興趣，比正常的超新星亮10〜100倍。AT2018cow位於武仙座，在空間上與星系CGCG 137-068一致，距離大約200 × 106 ly（60 × 106 pc）。2018年7月10日，它的光度顯著消退之後，天文學家根據北歐光學望遠鏡（NOT）的後續研究，正式將AT2018Cowe改稱為SN 2018Cow，是一顆Ib超新星。然而，這顆超新星，特別是在一開始時，顯示出"前所未有的光譜"； 儘管其他天文學家，大多數是在一開始時感到困惑，但也在最近把它歸類為Ic型BL超新星。本文提供了一個解釋，以更好的説明與瞭解AT2018cow的獨特性質。AT2018cow是為數不多的一次觀測到宇宙的藍色快速光學暫現源（FBOT）報導。然而，在2020年5月，據報導，觀察到比AT2018cow更強大的藍色快速光學暫現源（即CRTS-CSS161010 J045834-081803，簡稱CSS161010）。